# 萨瓦德尔
萨瓦德尔（西班牙语，加泰隆尼亞語發音：[səβəˈðeʎ]）是西班牙加泰罗尼亚自治区巴塞罗那省的一个市镇，位于巴塞罗那西北20公里，总面积为37.8平方千米，截至2024总人口为222,177人。